# 친레타예도제

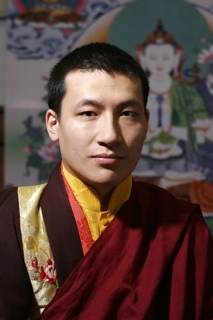
제17대 까마빠 친레타예도제

친레타예도제(ཕྲིན་ལས་མཐའ་ཡས་རྡོ་རྗེ་།, Phrin-las Mtha'-yas Rdo-rje, Trinley Thaye Dorje, 1983년 5월 6일 ~ )는 티베트 불교 까귀파 까마까귀 흑모파의 제17대 까마빠이다. 1994년에 제14대 샤마빠 미팜최끼로죄에 의해 제16대 까마빠 랑중릭빼도제의 환생자로 인정받았고, 제14대 달라이 라마와 중화인민공화국 정부에서 인정한 오겐친레도제와 병립하였다. 2017년 3월 25일에 인도 뉴델리에서 환속하고 결혼했다.
| 전 임 랑중릭빼도제 | 제17대 까마빠 1994년 ~ | 후 임 (현임) |

## 같이 보기
- 까마빠